# Arnuwanda II
Arnuwanda II, Arnuwandas II (XIV w. p.n.e.) – król Hetytów w latach 1340-1339 p.n.e., syn Suppiluliumy I i brat Mursili II. Podobnie jak ojciec zmarł na zarazę przyniesioną przez jeńców egipskich. Po jego śmierci tron objął Mursili II. 